# Mandibulair repositie-apparaat

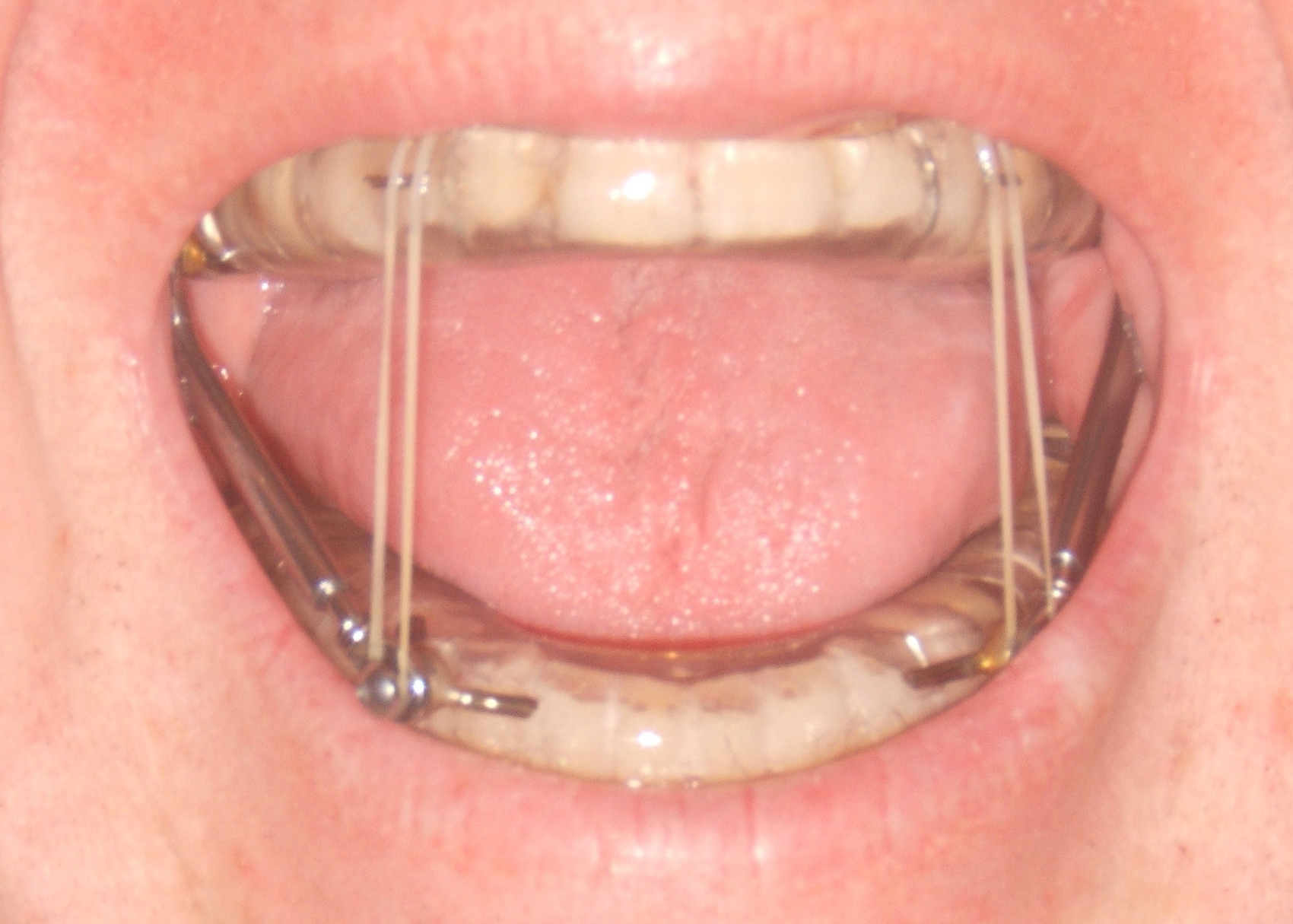
Mandibulair repositie-apparaat

Een mandibulair repositie-apparaat of MRA, ook wel snurkbeugel of slaapbeugel genoemd, is een tandheelkundige beugel die gebruikt wordt om bij patiënten met snurkproblemen en het obstructieveslaapapneusyndroom (OSAS) de onderkaak en de daarmee verbonden weke delen naar voren te houden. Hierdoor wordt de vernauwde bovenste luchtweg bij deze patiënten verruimd en treedt tijdens de slaap een verbetering van de luchtpassage op. De beugels lijken op de uitneembare beugels die orthodontisten veel bij kinderen gebruiken. In 1987 zijn MRA's door de Almelose orthodontist H.J. Remmelink in Nederland geïntroduceerd. 
De afgelopen tien jaar heeft onderzoek aangetoond dat behandelingen met MRA's met name effectief zijn bij patiënten die last hebben van snurken en/of lichte en matige OSAS. Ook worden MRA's gebruikt bij patiënten bij wie andere behandelingen onvoldoende succes hebben. De beugels worden tegenwoordig wereldwijd toegepast en er bestaan inmiddels meer dan 80 typen MRA's. In Nederland worden MRA's in de landelijke richtlijn van het Kwaliteitsinstituut voor de Gezondheidszorg CBO als hulpmiddel voor de behandeling van lichte en matige OSAS aanbevolen. 
MRA's worden in de wetenschappelijke literatuur ook wel aangeduid met de termen mandibular advancement devices (MAD) en oral appliances (OA).
Behandelingen met MRA's worden niet altijd volledig door de zorgverzekeraars vergoed.